# Grupa Abu Sajjafa
Grupa Abu Sajjafa, od 2014 roku Państwo Islamskie Azji Wschodniej, Państwo Islamskie – Prowincja Azja Wschodnia, IS-EAP, ISIS-EA – islamska organizacja terrorystyczna, która wyłoniła się z Narodowego Frontu Wyzwolenia Moro w 1991 roku. Grupa działa na południu Filipin, głównie na wyspie Mindanao. Jej liderem był do 1998 roku, kiedy to zginął w walce z policją, weteran wojny w Afganistanie – Abduragak Abubakar Dżandżalani. Po śmierci Abduragaka dowództwo objął jego brat, Kadafi Dżandżalani.
W 2023 roku liczebność organizacji oceniana była mniej niż 20 bojowników.

## Cele
Celem działalności Grupy Abu Sajjafa jest oderwanie południa Filipin i utworzenie na tych terenach państwa opartego o rządy szariatu. Pierwotnie organizacja ta była związana z al-Ka’idą, jednak w 2014 roku złożyła przysięgę baja kalifowi Państwa Islamskiego.